# 歌はともだち
『歌はともだち』（うたは ともだち）は、1968年4月5日 - 1978年3月26日にNHK総合で放送されていたこども向け音楽番組である。

## 概要
『歌のメリーゴーラウンド』を引き継ぐかたちで開始した番組で、一貫して公開放送だった。

## 放送時間
- 1968年4月 - 1969年3月：金曜 18:00 - 18:30
- 1969年4月 - 1972年3月：金曜 18:20 - 18:45
- 1972年4月 - 1973年3月：月曜 18:20 - 18:45
- 1973年4月 - 1977年3月：土曜 18:05 - 18:45
- 1977年4月 - 1978年3月：日曜 10:00 - 10:40

## 司会
- 1968年4月5日 - 1969年3月28日
牟田悌三、晴乃チック・タック
- 1969年4月4日 - 1970年4月7日[1]
牟田悌三（単独司会）
- 1970年4月10日 - 1973年3月19日
ボニージャックス、芹洋子、斉藤浩子（斉藤のみ1971年4月2日放送で降板）
- 1973年4月7日 - 1974年3月30日
今陽子、南安雄（指揮兼任）
- 1974年4月6日 - 1975年3月29日
ペギー葉山、南安雄（指揮兼任）
- 1975年4月12日 - 1977年3月26日
ペギー葉山（単独司会）
- 1977年4月10日 - 1978年3月26日
田中星児（単独司会）

## 主題歌
「歌はともだち」の曲題で同名異曲が複数存在する。
- 「歌はともだち」（作詞：高垣葵、作曲：藤家虹二）
1972年8月25日にキングレコードからシングルレコード（規格品番：ES(H)-1038）として発売された（歌：ボニージャックス、芹洋子、東京放送合唱団。B面は「うたえバンバン」）。
- 「歌はともだち」（作詞：阪田寛夫、作曲：南安雄）
1973年4月、今陽子・南安雄が司会に就任した際に採用された新テーマソング[2]。
1973年9月にキングレコードからシングルレコード（規格品番：TV(H)-11）として発売された（歌：ひばり児童合唱団、杉並児童合唱団。曲名は「歌はともだち・テーマ・ソング」。B面は「ともだち音頭」「かがやく今」）[3]。21世紀初頭の現在でも合唱曲の定番として、広く歌われている。
- 「なにしてる」（作詞：中里綴、作曲：田山雅充）
1977年にビクターからシングルレコード（規格品番：SV-6204）として発売された（歌：田中星児。シングル「切手のないおくりもの」B面。編曲：小野崎孝輔）。